# Фінал кубка СРСР з футболу 1939
Четвертий фінал кубка СРСР з футболу відбувся на стадіоні «Динамо» в Москві 23 серпня 1936 року. У грі взяли участь московський «Спартак» і ленінградський «Сталінець». На матчі були присутні 70 тисяч глядачів.

## Претенденти
«Спартак» (Москва)
- Чемпіон СРСР (2): 1936 (о), 1938.
- Срібний призер (1): 1937.
- Бронзовий призер (1): 1936 (в).
- Володар кубка СРСР (1): 1938

«Сталінець» (Ленінград)
- 14-те місце в чемпіонаті 1938 року.

## Деталі матчу
| 12 вересня 1939 |

| «Спартак»                                  | 3 – 1    | «Сталінець» |
| ------------------------------------------ | -------- | ----------- |
| Баришев 5' (аг) Семенов 29' О. Соколов 50' | Протокол | Ласін 15'   |

| «Динамо» (Москва) Глядачів: 70 000 Арбітр: Олександр Тавельський (Куйбишев) |

|             |                    |  |
|             |                    |  |
| ВР          | Владислав Жмельков |  |
| ЗХ          | Віктор Соколов     |  |
| ЗХ          | Василь Соколов     |  |
| ЗХ          | Григорій Тучков    |  |
| ПЗ          | Андрій Старостін   |  |
| ПЗ          | Костянтин Малінін  |  |
| НП          | Андрій Протасов    |  |
| НП          | Володимир Степанов |  |
| НП          | Віктор Семенов     |  |
| НП          | Олексій Соколов    |  |
| НП          | Павло Корнілов     |  |
| Тренер:     |                    |  |
| Петро Попов |                    |  |

|                  |                    |     |
|                  |                    |     |
| ВР               | Борис Грищенко     |     |
| ЗХ               | Самуїл Козинець    |     |
| ЗХ               | Михайло Баришев    |     |
| ПЗ               | Борис Івін         |     |
| ПЗ               | Олексій Лебедєв    |     |
| ПЗ               | Олександр Зябликов |     |
| НП               | Георгій Ласін      |     |
| НП               | Олексій Ларіонов   |     |
| НП               | Віктор Смагін      |     |
| НП               | Валентин Шелагін   |     |
| НП               | Микола Соловйов    | 65' |
| Заміна:          |                    |     |
| НП               | Євген Одинцов      | 65' |
| Тренер:          |                    |     |
| Костянтин Єгоров |                    |     |